# The Wild Bunch: An Album in Montage
The Wild Bunch: An Album in Montage ist ein US-amerikanischer Dokumentar-Kurzfilm von Paul Seydor aus dem Jahr 1996.

## Handlung und Hintergrund
Der Film basiert auf der Wiederentdeckung von rund 72 Minuten Filmmaterial von Sam Peckinpahs Western-Klassiker The Wild Bunch – Sie kannten kein Gesetz (1969). Das Material zeigt unter anderem die Crew und Peckinpah bei der Arbeit. Es handelte sich dabei um einen stummen Schwarzweißfilm auf 16 mm. Insgesamt wurden aus den 72 Minuten verschiedenes Material entnommen und mit der Original-Filmversion zusammen geschnitten.
Mehrere interviewte Personen erzählen von den Dreharbeiten und der Arbeit von Peckinpah. Neben noch lebenden Zeugen wie Peckinpahs Tochter Sharon Peckinpah und Schauspielern wie Ernest Borgnine und L.Q. Jones sowie Drehbuchautor Walon Green wurden auch Interviews verstorbener Beteiligter ausgewählt. So übernahm Newell Alexander Passagen von Cliff Coleman und William Holden. Sam Peckinpah wurde von Ed Harris eingesprochen.
Der Film startet mit Aufnahmen der Landschaft und der Fahrt zu Parras de la Fuente in Mexiko, wo ein Großteil des Films gedreht wurde. Zu sehen sind Aufnahmen von Peckinpah, wie er Regie führt. Es folgen Szenen, in denen Farb- und Schwarzweißaufnahmen sich abwechseln, unter anderem Szenen aus dem Endkampf „The Battle of Bloody Porch“. Dem folgen Szenen mit William Holden, während dessen Sharon Peckinpah den Schauspieler mit ihrem Vater vergleicht.
Ernest Borgnine lobt im Anschluss die Regiearbeit von Peckinpah. Anschließend wird die Sprengung der Brücke gezeigt, während Drehbuchautor Walon Green von den Schwierigkeiten des Drehs berichtet und den Tücken, die Explosion zu inszenieren. Dabei endet die Making-of-Passge mit einem Schnitt auf die Explosion im Film.
Am Ende des Films wird noch einmal Peckinpah gezeigt. Nachdem die Crew ihre Sachen einpackt, wird ein Zitat von ihm vorgelesen: „The end of a picture is always the end of a life - Sam Peckinpah.“ („Das Ende eines Films ist immer auch das Ende eines Lebens.“) Es folgt der Abspann, der neben den Credits auch Standbilder aus dem Filmmaterial zeigt. Am Ende ist Sam Peckinpahs Originalstimme zu hören, wie er eine Anekdote über sich und seinen Bruder Denver Peckinpah als Kind erzählt, wie sie die Schlacht aus Alfred Lord Tennysons Gedicht The Charge of the Light Brigade mit mehr als 50 Kindern nachstellten.

## Auszeichnungen
Der Film wurde bei der Oscarverleihung 1997 als Bester Dokumentar-Kurzfilm nominiert, verlor aber gegen Breathing Lessons: The Life and Work of Mark O’Brien von Jessica Yu.